# (18381) Massenet
(18381) Massenet es un asteroide perteneciente al cinturón de asteroides, región del sistema solar que se encuentra entre las órbitas de Marte y Júpiter descubierto el 30 de diciembre de 1991 por Eric Walter Elst desde el Observatorio de la Alta Provenza, Saint-Michel-l'Observatoire, Francia.

## Designación y nombre
Designado provisionalmente como 1991 YU. Fue nombrado en memoria de Jules Massenet (1842-1912) quien fue un prolífico compositor francés de óperas. Sus mayores éxitos fueron Manon (1884), Werther (1892) y Thaïs (1894). La Méditation , un solo de violín con orquesta tailandesa , se hizo mundialmente famosa. En 1878 fue elegido miembro de la Academia de Bellas Artes.

## Características orbitales
Massenet está situado a una distancia media del Sol de 2,800 ua, pudiendo alejarse hasta 3,201 ua y acercarse hasta 2,399 ua. Su excentricidad es 0,143 y la inclinación orbital 6,635 grados. Emplea 1711,33 días en completar una órbita alrededor del Sol.
Los próximos acercamientos a la órbita de Júpiter ocurrirán el 3 de abril de 2140, el 17 de junio de 2163 y el 29 de agosto de 2186.

## Características físicas
La magnitud absoluta de Massenet es 13,44. Tiene 8,758 km de diámetro y su albedo se estima en 0,145. 